# Исландский шпат
Исла́ндский шпат (англ. iceland spar, исл. silfurberg) — прозрачная крупнокристаллическая разновидность кальцита (карбоната кальция — CaCO3). Получил название по месту обнаружения первого крупного месторождения Эскифьордюр возле Хельгастадирa в Исландии.

## Свойства
Исторически название «исландский шпат» стало применяться в минералогии с конца XVII века, когда из Исландии стали привозить кристаллы этого прозрачного минерала. При взгляде через прозрачный кристалл исландского шпата видно двойное изображение. Кристаллографическая форма кристаллов исландского шпата наиболее часто представляет собой скаленоэдр.
В 1669 году датский учёный Расмус Бартолин обнаружил и описал свойство двойного преломления светового луча исландским шпатом. В 1690 году нидерландский физик Христиа́н Гю́йгенс описал оптические свойства исландского шпата в том виде, как они излагаются в современных учебниках физики.

Из Исландии, острова Северного моря, расположенного на широте 66°, привозят особого рода кристалл, или прозрачный камень, который весьма замечателен по своей форме и другим свойствам, но, главным образом, своими странными преломлениями света. Причины этих странных преломлений казались мне тем более достойными тщательного исследования, что среди прозрачных тел он один не следует обычным правилам по отношению к световым лучам. Я был даже до некоторой степени вынужден произвести эти исследования, так как преломления в этом кристалле, казалось, опровергали наше предшествующее объяснение правильного преломления; но, как будет видно, данное нами объяснение, наоборот, весьма подтверждается этими преломлениями, если свести их к тому же принципу.— Христиан Гюйгенс, «Трактат о свете» (глава пятая, «О своеобразном преломлении в исландском кристалле»), 1678
Кристаллы имеют различную окраску, преимущественно бледного (голубого, розового, жёлтого, бесцветного или другого) оттенка. Окраска зависит от примесей марганца, железа, магния, реже бария, свинца, стронция или битумов.

## Использование
Благодаря высокому двойному лучепреломлению света (0,172) и хорошей прозрачности в видимой и ультрафиолетовой области спектра исландский шпат используется в оптических и оптоэлектронных системах для поляризации света и управления световыми потоками, например, в поляризующей призме Николя. Применяются монокристаллы без трещин и содержащие малое число инородных включений. Выделяют две группы сырья: А — для работы в широком световом диапазоне; В — только в красном и инфракрасном свете. В частности, используется в поляризационных светофильтрах фотоаппаратов для снижения бликов.

Существует мнение, что именно исландский шпат является легендарным «солнечным камнем» викингов, с помощью которого они ориентировались по солнцу в облачную погоду. В 1967 году датский археолог Торкилд Рамскоу предположил, что «солнечный камень» — это кристалл исландского шпата. В конец 1990-х на дне Английского канала был обнаружен затонувший корабль викингов, датируемый 1592 годом, среди навигационных инструментов которого был кристалл исландского шпата.
В 2011 году два французских физика выступили с сообщением о возможности использования исландского шпата в навигации. Исходя из этого, группа учёных провела моделирование, которое продемонстрировало возможность навигации с его использованием. В дальнейшем энтузиасты провели натурный эксперимент. В 2013 и 2018 годах были опубликованы исследования. Метод легко демонстрируется при использовании подручных материалов: при наблюдении затянутого облаками неба через исландский шпат и непрозрачный лист с отверстием, вращая кристалл, можно обнаружить области на небе, откуда в результате рэлеевского рассеяния исходит полностью поляризованный свет. Перпендикуляр к линии, соединяющей такие области, указывает на положение скрытого облачностью Солнца.

## Добыча
Крупное месторождение исландского шпата расположено около г. Хельгастадир у Эскифьордура в Исландии, где кристаллы оптического качества добывали из полостей в базальте. Известны также месторождения в ЮАР, Мексике, России (Эвенкия, Якутия, Тува, Кавказ) и в Средней Азии.